# Убиенка (приток Анадыря)
Убие́нка (устар. Убойная) — река на Дальнем Востоке России. Протекает по территории Анадырского района Чукотского автономного округа. Образуется слиянием рек Левая Убиенка и Правая Убиенка. Длина — 124 км (с Левой Убиенкой 193 км), площадь водосборного бассейна — 3070 км².
Известна с середины XVIII века, здесь произошли первые столкновения казаков-первопроходцев с чукчами на их пути к Чукотскому полуострову.
Берёт истоки на южных склонах горы Мыргэвлывыт (1004 м), впадает в левобережный рукав реки Анадырь напротив юго-западной стороны острова Мэмылэнилир. Протекает в меридиональном направлении, скорость течения составляет в средней части 1,2 м/с, в низовьях 0,7 м/с.
Замерзает в последних числах сентября, вскрывается в начале июня, очищение ото льда происходит в середине июня.
Низовья реки является местом гнездования многих видов водоплавающих птиц.
В бассейне Убиенки обнаружены запасы меди, цинка, ртути, золота.

## Притоки
Объекты перечислены по порядку от устья к истоку.
- 1 км: река без названия
- 7 км: река без названия
- 20 км: река без названия
- 34 км: водоток протока без названия
- 47 км: водоток протока без названия
- 69 км: Горный
- 71 км: река без названия
- 76 км: Игривый
- 88 км: река без названия
- 89 км: река без названия
- 90 км: река без названия
- 90 км: Кривая
- 98 км: река без названия
- 102 км: Дуговая
- 114 км: река без названия
- 115 км: Ветвистая
- 124 км: Прав. Убиенка
- 140 км: Волчья
- 151 км: Угловой
- 158 км: река без названия
- 165 км: Горный
- 173 км: река без названия
- 176 км: Тынытымвеем
- 181 км: Энтэвляквеем